# Provdám svou ženu
Provdám svou ženu je černobílá filmová komedie z roku 1941 natočená v ateliérech FOJA Radlice v režii Miroslava Cikána, v němž hlavní roli vytvořil Vlasta Burian. Filmové zpracování úspěšné inscenace Burianova divadla bylo poprvé představeno na Filmových žních ve Zlíně 29. července 1941.

## Děj
Soukromý docent botaniky Blahomrav Ducánek (Vlasta Burian) vypěstoval vegetariánskou masožravou rostlinu. Má za ním přijít přítel Potužník (Miloš Nedbal) z botanického ústavu. Po sedmi letech se ale Ducánkovi vrátila jeho bývalá žena, divadelní zpěvačka Lucy (Světla Svozilová), Ducánkova hospodyně (Marie Blažková) se jí bojí. Ducánek se tak rozhodne, že ji provdá. Za jeden den toho hodně stihne: ukradne kolo, svou ženu přenechá generálnímu řediteli Merhautovi (Jaroslav Marvan), jeho dceru Dagmar (Věra Ferbasová) dá dohromady s dirigentem Jarkou Alešem (Raoul Schránil) místo barona Studeného (Čeněk Šlégl), bývalého milence Lucy. Ještě ke všemu Ducánek celý den nic nejedl. Všechno dopadlo dobře, i premiéra nové hry Intimního divadla, kde místo Lucy zpívala hlavní roli Marion (Zita Kabátová). Kolem divadla se točí celý film, je z něj ve filmu mnoho scén. Nakonec se Ducánek ocitá ve vězení kvůli krádeži kola policejního inspektorova (Bolek Prchal), tam se setkává s kolegou Potužníkem, který byl kvůli němu také zavřený...

## Obsazení
| Vlasta Burian        | soukromý docent botaniky Blahomrav Ducánek |
| Zita Kabátová        | operetní hvězda Marion, žena rady Vavřína  |
| Světla Svozilová     | operetní diva Lucy, Ducánkova žena         |
| Jaroslav Marvan      | generální ředitel Kamil Merhaut            |
| Věra Ferbasová       | Dagmar, Merhautova dcera                   |
| Čeněk Šlégl          | baron Hypolit Studený, nápadník Dagmary    |
| Raoul Schránil       | dirigent Intimní operety Jarka Aleš        |
| Ladislav Hemmer      | ředitel Intimní operety                    |
| Miloš Nedbal         | profesor Potužník, vědec, Ducánkův přítel  |
| Marie Blažková       | Veronika Pospíšilová, hospodyně u Ducánků  |
| Marie Norrová        | komorná u Merhautů Marta                   |
| Stanislav Neumann    | vrátný Intimní operety Havrda              |
| Václav Trégl         | Ducánkův soused                            |
| František Filipovský | krejčí Zmatlík                             |
| Josef Kemr           | poslíček z květinářství                    |
| Antonín Zacpal       | asistent profesora Potužníka               |
| Bolek Prchal         | policejní inspektor                        |